# Urutaí
Urutaí este un oraș în Goiás (GO), Brazilia.